# Gömmarbadet

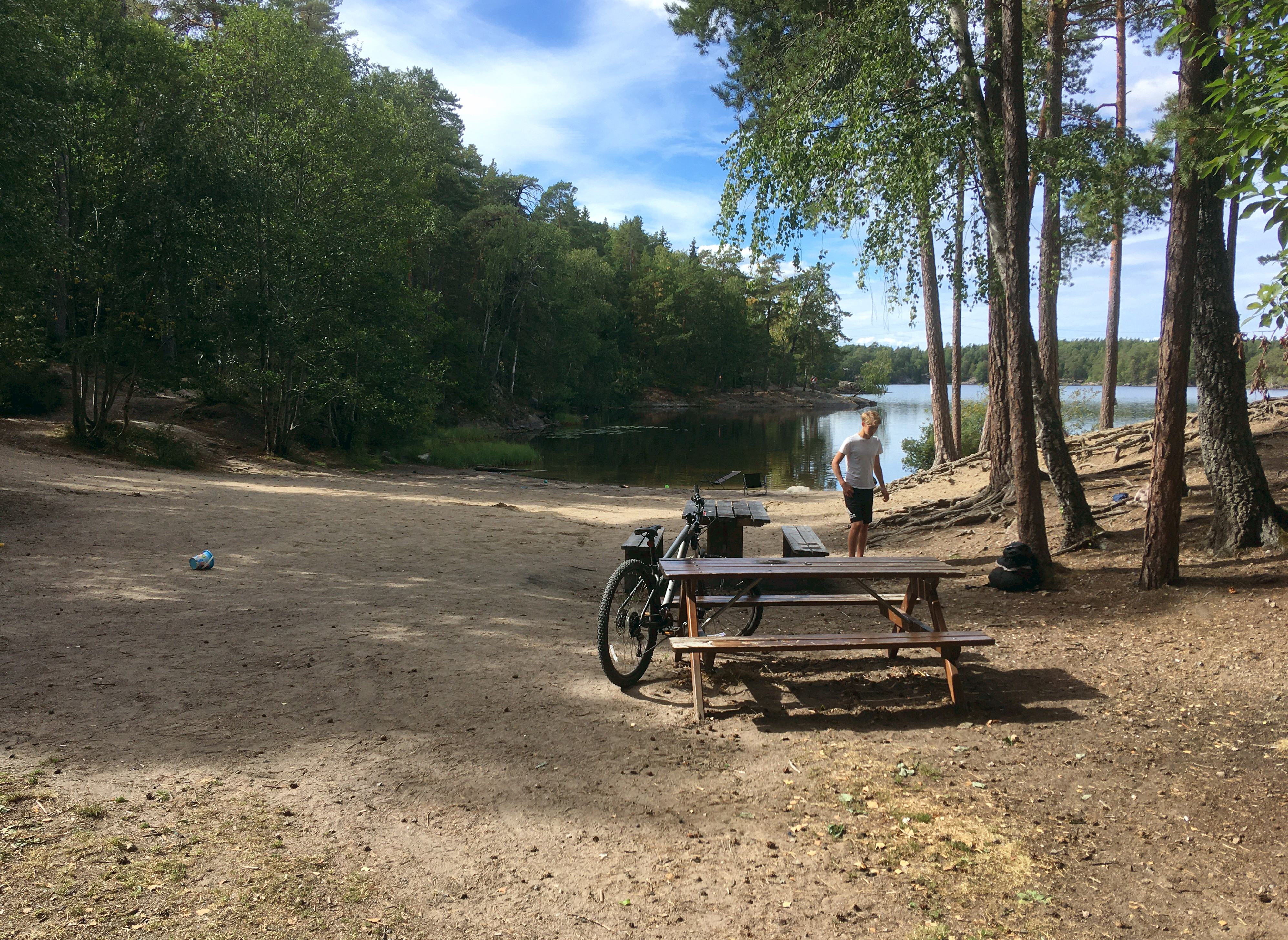
Gömmarbadet, augusti 2020.

Gömmarbadet är ett kommunalt strandbad i sjön Gömmaren i Huddinge kommun, Stockholms län. Badet ligger i Gömmarens naturreservat som erbjuder ett rikt friluftsliv. Vandringsleden Gömmarrundan passerar förbi badet.

## Beskrivning
Gömmarenbadet är ett populärt så kallat närbad som ligger i en skyddad vik på sydöstra sidan av Gömmaren. Till badet hör en cirka 20 meter lång sandstrand som sträcker sig ungefär 40 meter inåt land. I norr ansluter klippor som man kan bada ifrån. Till badets utrustning hör flytbrygga, grillplats, sittplatser, soptunnor och toaletter i form av två bajamajor som kommunen ställer upp på sommaren. Omklädningshytter saknas och badet är inte heller tillgänglighetsanpassat. Intill badet finns parkeringsplats och cykelställ. 
Sjön erbjuder flera olika alternativa platser att bada, huvudsakligen från klippor. Kommunen tillhandahåller även två särskilda hundbadplatser. Gömmarens vatten är känt för att vara rent och fiskrikt.
Gömmaren har farliga kallvattenströmmar i mitten av sjön, där flera drunkningsolyckor har inträffat.

## Bilder

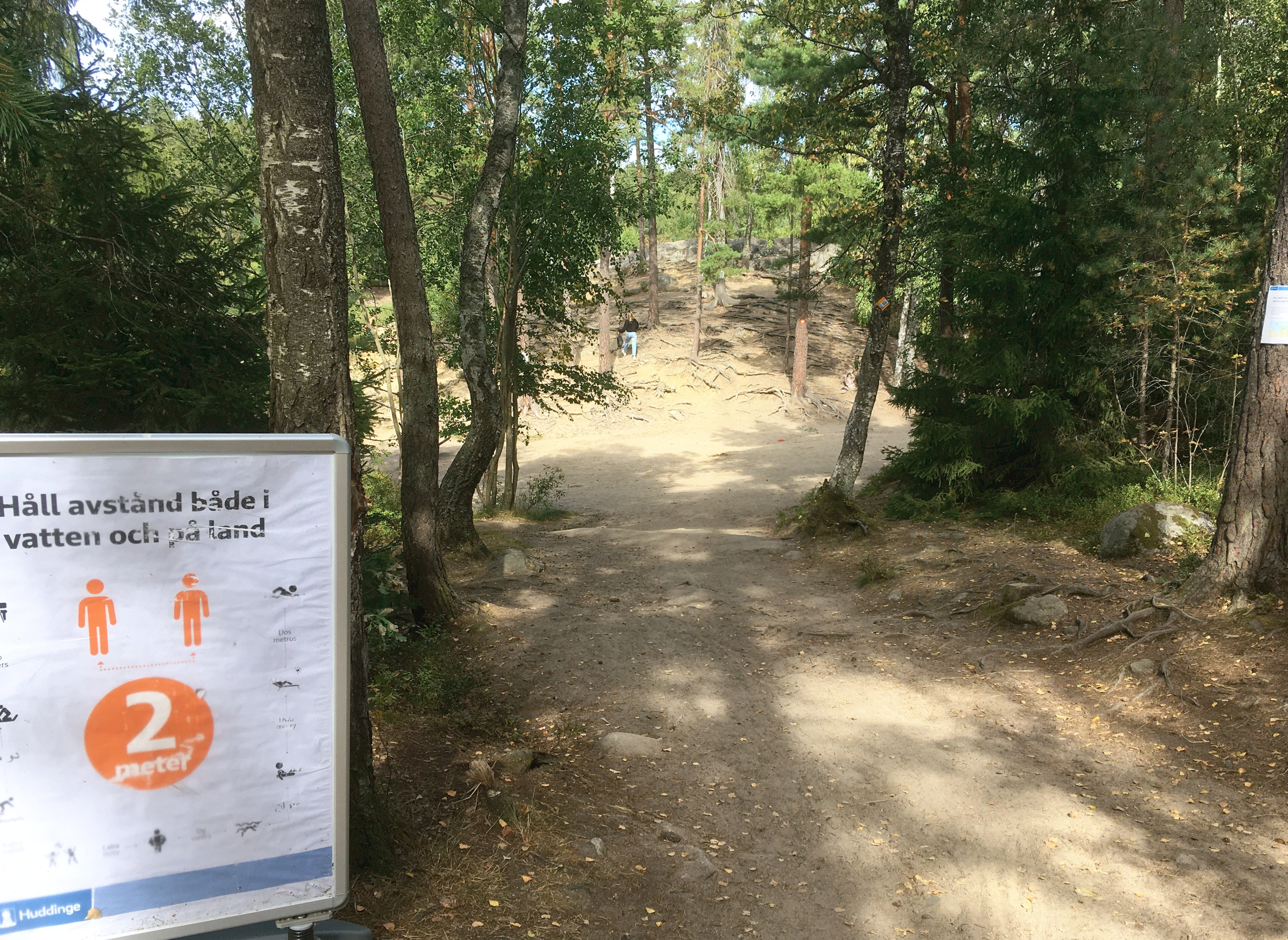
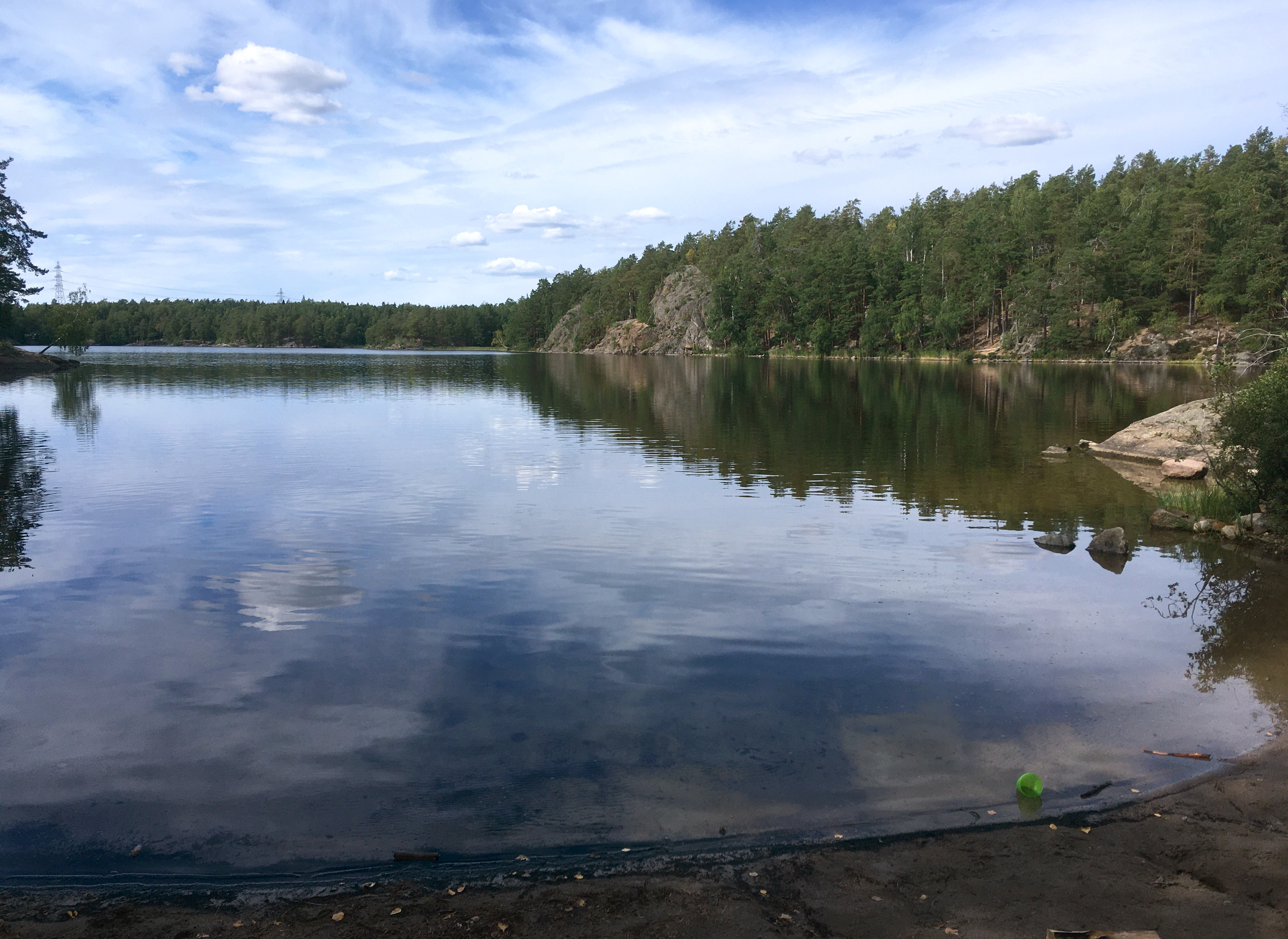
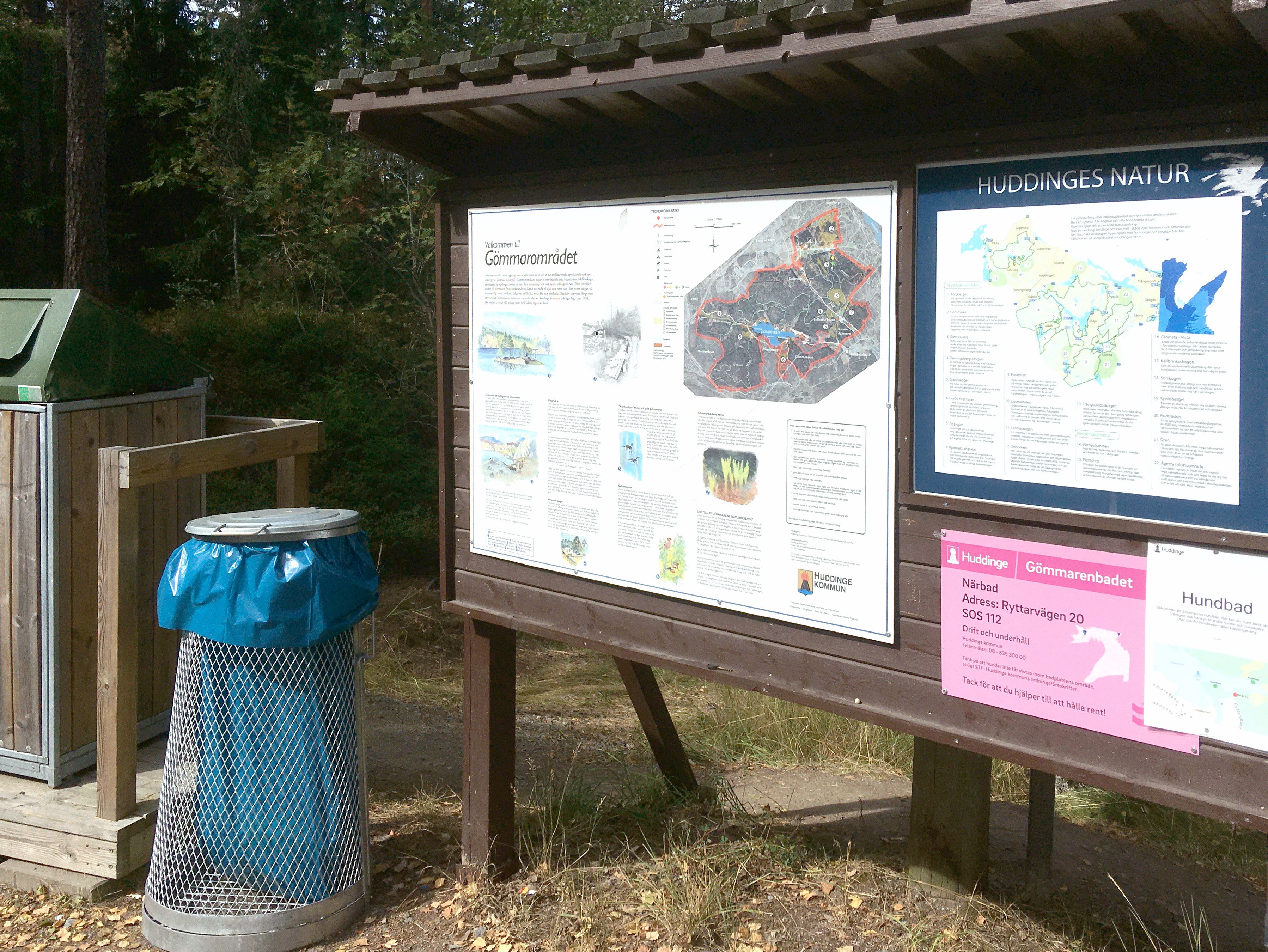
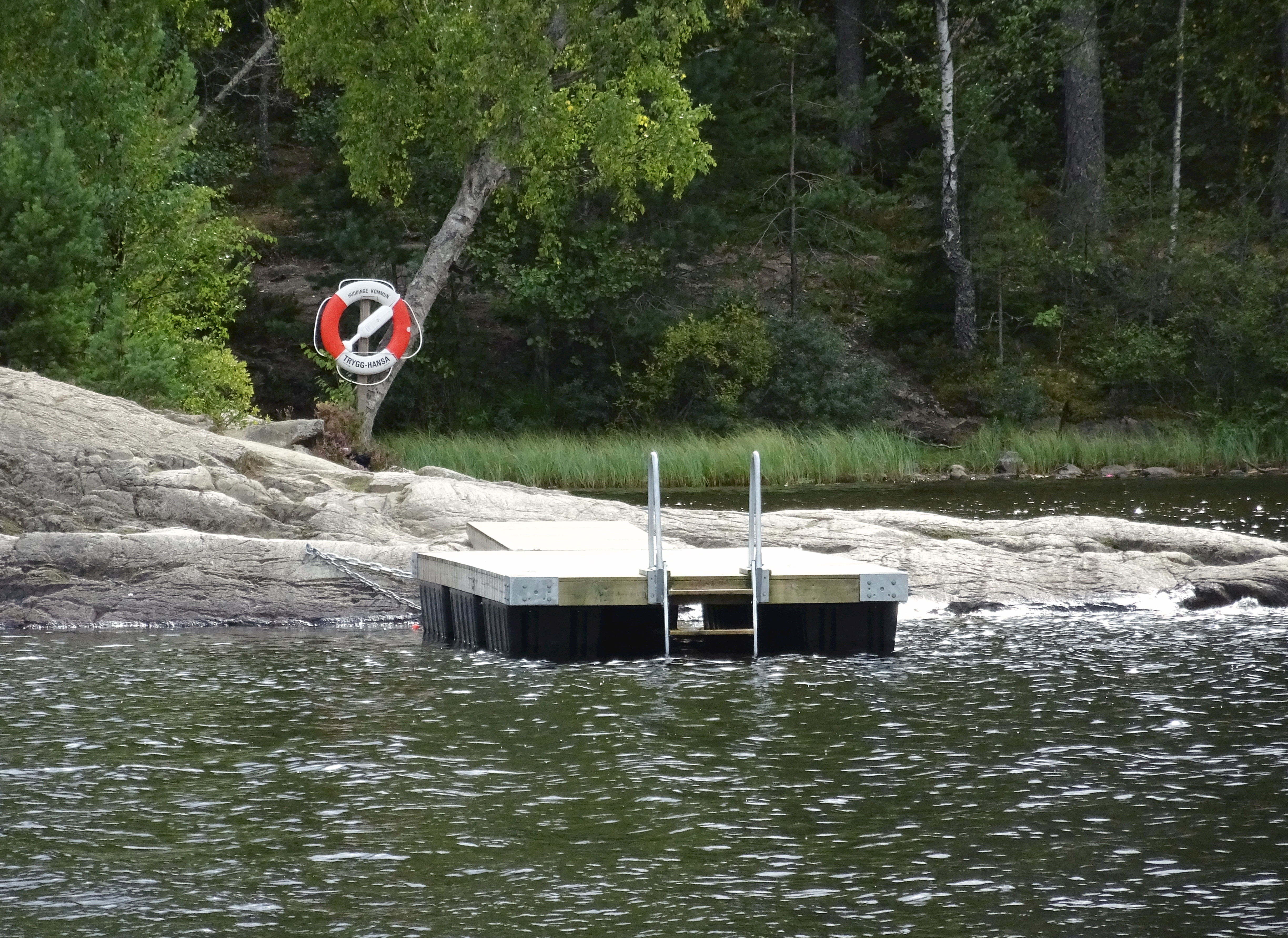